# Rochester (New York)
Rochester je město v okrese Monroe County ve státě New York. Leží jižně od jezera Ontario. Ve městě žije přibližně 211 tisíc obyvatel. Rochester je třetím nejlidnatějším městem v New Yorku.

## Osobnosti
- Susan B. Anthony (1820–1906), sociální reformátorka a bojovnice za práva žen
- George Eastman (1854–1932), podnikatel a vynálezce, průkopník fotografie
- Cab Calloway (1907–1994), jazzový zpěvák
- John Ashbery (1927–2017), básník, kritik a redaktor
- John Lithgow (* 1945), herec
- Kim Gordon (* 1953), kytaristka a zpěvačka
- David Tronzo (* 1957), kytarista
- Taye Diggs (* 1971), herec

## Partnerská města
- Alytus, Litva (2009)
- Bamako, Mali (1975)
- Caltanissetta, Itálie (1965)
- Hamamacu, Japonsko (1996)
- Krakov, Polsko (1973)
- Puerto Plata, Dominikánská republika (1997)
- Rechovot, Izrael (1972)
- Rennes, Francie (1958)
- Sien-jang, Čína (2007)
- Veliký Novgorod, Rusko (1990)
- Waterford, Irsko (1983)
- Würzburg, Německo (1964)